# Nishada chilomorpha
Nishada chilomorpha là một loài bướm đêm thuộc phân họ Arctiinae, họ Erebidae.